# Men in Black II: Alien Escape
Men in Black II: Alien Escape est un jeu vidéo d'action-aventure développé par Infogrames Melbourne House et édité par Infogrames, sorti en 2002 sur GameCube et PlayStation 2.

## Accueil
- Jeux vidéo Magazine : 5/20 (PS2)[1]
- Jeuxvideo.com : 9/20 (PS2)[2]